# Santo Tomás (Colômbia)

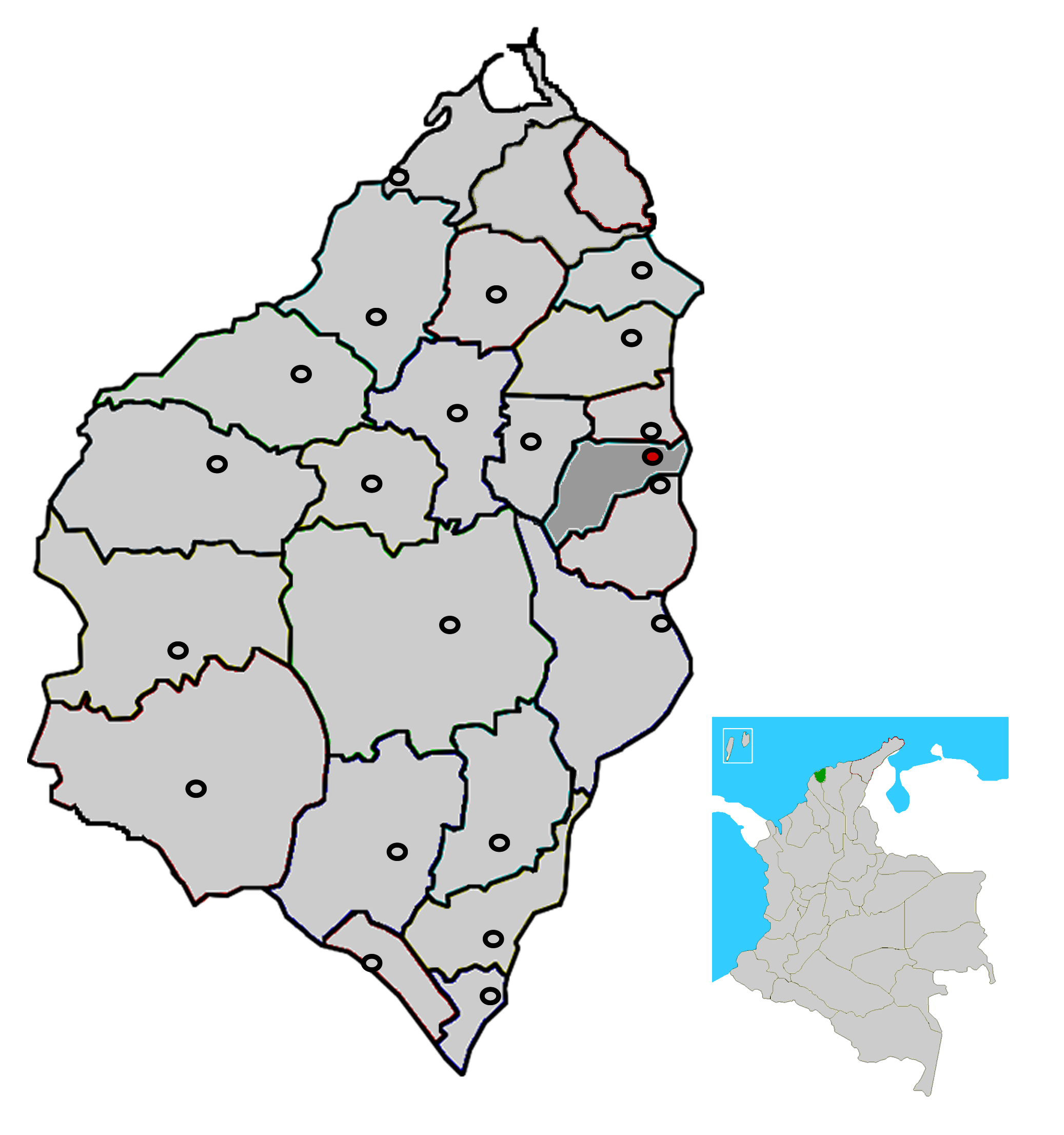
Localização do município de Santo Tomás no departamento de Atlántico.

Santo Tomás é uma cidade do departamento de Atlántico, na Colômbia.